# Arauzona moorei
Arauzona moorei is een vlinder uit de familie Stathmopodidae. De wetenschappelijke naam van de soort is voor het eerst geldig gepubliceerd in 1914 door Busck.